# نيكولا بارون
نيكولا بارون (بالفرنسية: Nicolas Barone)‏ ولد بتاريخ 6 مارس 1931 في باريس، وتوفي في 31 مايو 2003 في موجينس، فرنسا، كان دراج فرنسي في صنف سباق الدراجات على الطريق.

## وصلات خارجية
- الموقع الرسمي

## روابط خارجية
- نيكولا بارون على موقع أرشيف الدراجات (الإنجليزية)
- نيكولا بارون على موقع إحصائيات الدراجات الإحترافية (الإنجليزية)
- نيكولا بارون على موقع CycleBase (الإنجليزية)